# Hamza Lehel Mária
Hamza Lehel Mária (Budapest, Józsefváros, 1906. november 17. – Peveragno, 1997) magyar származású divattervező, iparművész, újságíró. 1924-től Párizsban élt családjával. Házassága után 1936-ban visszatért Magyarországra, de 1946-tól Párizsban, majd Rómában és Brazíliában folytatta munkáját. A dél-amerikai ország divatkultúrájának alkotói közé tartozott. Divatrajzai a korabeli napilapokban is megjelentek. Ma rajzainak jelentős része a jászberényi Hamza Múzeumban látható.

## Családja
Szülei a kor ismert művészei és az Andrássy úti Japán kávéház bohémjei közé tartoztak. Édesapja, Lehel Ferenc festőművész, esztéta, művészeti író, számos művész-monográfia szerzője volt. Több festőművészről írt kötetet, többek között Csontváryról, Gulácsy Lajosról, Cézanneról is. Budapest után Londonban, majd São Paulóban élt és művészetelméleti kérdésekkel foglalkozott. Kéziratait, megjelent műveit, Gerlóczy Gedeonnal való levelezését a Hamza Múzeum jelenleg is őrzi. 
Édesanyja, Lehel Mária festőművésznő volt. A festészetet neves művészektől tanulta. Tanítványa volt Czóbelnek, Ferenczi Károlynak és Iványi Grünwald Bélának is. Munkásságára sok művész hatott, mint például Csontváry. Életművének mégis csupán egy töredéke ismert. Ennek legfőbb oka, hogy az avantgárd alkotók nem múzeumoknak vagy galériáknak dolgoztak. Posztimpresszionista pasztelljeit, azonban számos hazai és külföldi tárlaton bemutatásra került. Tagja volt a Nyolcak-nak, és a Magyar Nemzeti Galéria is őrzi munkáit.

## Munkái
Hamza Lehel Mária 1924-ben családjával Budapestről Párizsba költözött. Itt divattervezést tanult. Elsőként a francia lapok közölték divatrajzait. Munkáinak egy része a második világháborúban megsemmisült, zöme azonban magántulajdonba került. Később megismerkedett Hamza Dezső Ákos festőművésszel, és 1933-ban házasságot kötöttek. Hamza D. Ákos ekkor ismerkedett meg René Clair mellett a filmezéssel. 1935-ben hazatértek Magyarországra, ahol Hamza sikeres filmrendező lett. Filmjeihez Hamza Lehel Mária is készített díszlet- és kosztümterveket, emellett dolgozott az Új Idők, az Otthonunk és a Star című újságoknak. 1946-ban a Hamza-házaspár elhagyta Magyarországot, és újra Párizsban költözött. Hamza D. Ákos itt Jean-Paul Sartre-ral dolgozott egy forgatókönyvön, de a film nem valósult meg. A házaspár Rómába költözött, ahol Hamza rendezőként dolgozott. A Strano Appuntamento című filmjét nagy sikerrel mutatták be. E film sikere hozta számára azt a szerződést, amely hat film forgatására szólt, s amelyeket Brazíliában kellett elkészítenie.

## Brazíliai évek

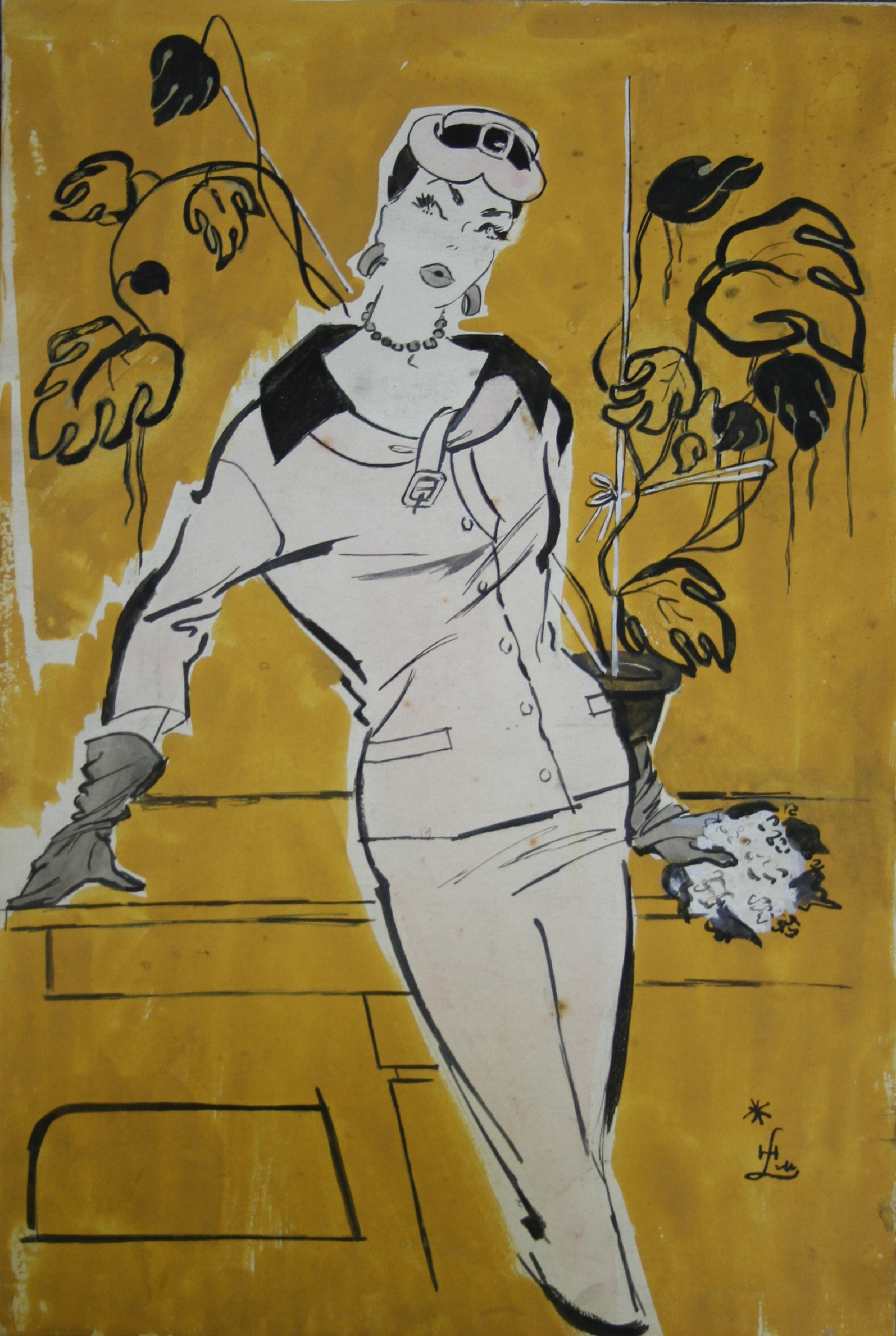
Hamza Lehel Mária divatrajza

1953-ban a Hamza-házaspár áttelepült São Paulóba. A tervezett hat filmből csak egy valósult meg (Ki ölte meg Annabellát?), melynek kosztümterveit Hamza Lehel Mária készítette. Hamza Lehel Mária divattervezőként több nagy újságnak is készített terveket (Diario di Sao Paolo, Correrio Paulistan). Továbbá újságíróként kapcsolatban állt a legnevesebb európai – elsősorban párizsi – divatcégekkel (Coco Chanel, Pierre Cardin, Nina Ricci), melyek bemutatóin rendszeresen részt vett az 50-es, 60-as években, s melyek kreációit adaptálva, aktualizálva és továbbfejlesztve tervezte saját modelljeit. A SEARS áruházlánc egyik bevásárlójaként számos divatbemutatót szervezett. Kapcsolatban állt a brazíliai magyarsággal is. Az Újságírói Szindikátus tagjaként “Női szemmel” címmel rovatot vezetett a “Dél-amerikai Magyar Újság”-ban, amiért 1967-ben emlékéremmel tüntették ki. A Hamza Múzeum Alapítvány 1997-ben a „Női szemmel” című füzetben jelentette meg válogatott publicisztikáit.

## Hazatérés és múzeumalapítás
Több évtizedes tervezői munkásságát követően a Hamza–házaspár 1989-ben visszatelepült Magyarországra, Jászberénybe. Otthonukat art déco stílusban rendezték be. Az art déco az 1920-as és az 1930-as évek építészeti és iparművészeti stílusa volt. Greta Garbo hatására a divatvilágban is elterjedt. Az irányzat Franciaországból indult el világhódító útjára. Legnagyobb hatással az Amerikai Egyesült Államokra volt. Később Európában, a Dél-afrikai Köztársaságban és Kínában is elterjedt. A házaspár a hatalmas Dél-amerikai ország „vegyes” kultúrájának alkotói közé tartoztak, mégis visszatérve megőrizték az európai kultúra értékeit. Hamza házaspár hazatelepülése egybeesett a rendszerváltással. Ez bizonytalan helyzetet teremtett a múzeumok számára. Hamza D. Ákos ennek ellenére képzőművészeti életművét – mintegy 200 festményt és 9 szobrot Jászberény városnak ajándékozta, azzal a céllal, hogy halála után a város gondoskodik annak bemutatásáról. Ennek az elképzelésnek a megvalósítása érdekében létre hozta a Hamza Múzeum Alapítványt 1991-ben Hamza Lehel Mária magántőkéből. Tettével jelképesen kifejezte, hogy a kultúra értékeinek elismerése és támogatása nem kizárólag rendszerfüggő. Körültekintően állította össze az alapítvány kuratóriumát is, melynek tagja lett a mindenkori Megyei Múzeumok igazgatója, Jászberény város és a jász városok polgármesterei, a Jász Múzeum igazgatója és néhány magánszemély, akik a kialakult baráti viszony miatt kaptak bizalmat.  Az alapítvány által működtetett Hamza Múzeum 1995. július 15-én nyitotta meg kapuit, amely egyúttal a város első és egyetlen képzőművészeti közgyűjteménye. A múzeum működése felpezsdítette a város képzőművészeti életét, melynek igénye mindig is jelen volt, de intézményi háttere hiányzott. 1993-ban Hamza D. Ákos halála után Hamza Lehel Mária visszaköltözött családjához Olaszországba, Peveragnoba. Itt halt meg 1997-ben. Hamza Lehel Mária divatrajzainak első magyarországi kiállítását a Jász Múzeum rendezte meg 1991-ben. 1997 óta a Hamza Múzeumban állandó kiállítás van az alkotásaiból. Életműve közel 600 divatrajzot és néhány kosztümtervet tartalmaz, ebből a kiállításon 51 db divatrajz szerepel. Ezekből megismerhető a különböző divatirányzatok illetve azok egyénített modelljei. A munkásságával bemutatásra kerül mintegy harminc év divatja, az 1940-es évektől az 1960-as évek végéig.